# Форрест Шрів
Форрест Шрів (англ. Forrest Shreve; 8 липня 1878, Істон — 19 липня 1950, Тусон) — американський ботанік та еколог. Його професійна кар'єра була присвячена вивченню розподілу рослинності, що визначається умовами клімату та ґрунтів. Його науковий внесок заклав основу для сучасних ботанічних досліджень, а книги Шріва вважаються класичними ботанічними творами та відомі по всьому світу.

## Молодість і освіта
Форрест Шрів, син Генрі та Хелен Гаррісон Шрів, народився в Істоні в штаті Меріленд. Він навчався у школі Джорджа в Ньютаун в штаті Пенсільванія, а у 1901 році здобув ступінь бакалавра в університеті Джона Гопкінса. У 1905 році в цьому університеті Шрів здобув статус доктора філософії (Ph.D.). З 1904 по 1908 рік Шрів проводив ботанічні дослідження Меріленду.

## Кар'єра
З 1905 по 1906 рік і знову в 1909 році Шрів вивчав гірську рослинність Ямайки. У 1906 році він став асоційованим професором ботаніки в коледжі Гуше і залишався там до 1908 року, коли переїхав до Тусон в штаті Аризона, де почав працювати в Пустельній бібліотеці Вашингтона Інституту Карнегі. З 1911 по 1919 рік Шрів працював редактором ботанічного наукового журналу Plant World. У 1914 році опублікував свою книгу «Гірський дощовий ліс». У 1915 році він допоміг заснувати Екологічне товариство Америки, у якому до 1919 року працював виконавчим секретарем. З 1921 року став президентом цієї організації. У 1926 році Шрів працював редактором книги «Путівник натураліста по Америці». У 1928 році призначений керівником напряму пустельних досліджень в Інституті Карнегі, а в 1932 році він почав флористичні дослідження регіону пустелі Сонора. У 1940 році він обійняв посаду віцепрезидента Асоціації американських географів та опублікував статтю «Пустельна рослинність Північної Америки» в журналі Botanical Review. У 1946 році Шрів вийшов на пенсію.

## Особисте життя
За релігійними переконаннями Форрест Шрів був квакером, а за політичними — республіканцем. Він полюбляв колекціонувати та вивчати марки. 17 червня 1909 року у місті Флоренсі в штаті Алабама у віці 30 років він одружився з Едіт Коффін, яка пізніше народила йому дочку Маргарет. Форрест Шрів помер у Тусоні в штаті Аризона у 1950 році.

## Публікації
- The Plant Life of Maryland. The Johns Hopkins Press. 1910.
- A Montane Rain-forest: A Contribution to the Physiological Plant Geography in Jamaica. Carnegie Institute of Washington. Washington D.C: 1914.[6]
- The Vegetation of a Desert Mountain Range as Conditioned by Climatic Factors. Carnegie Institute of Washington. Washington D.C.: 1915.[7]
- Naturalist's Guide to the Americas (editor). 1926.
- The Cactus and its Home. The Williams & Wilkins company. 1931.
- "The Desert Vegetation of North America". The Botanical Review. Vol. 8, No. 4 (Apr., 1942), pp. 195–246.
- Vegetation and Flora of the Sonoran Desert (posthumously). Stanford University Press. 1964.